# Aérodrome de Waku-Kungo
Pour les articles homonymes, voir CEO (homonymie).
L'aérodrome de Waku-Kungo (code IATA : CEO • code OACI : FNWK) est un aéroport desservant la ville de Waku-Kungo, dans le Kwanza-Sud, en Angola. La piste se situe à 6,5 kilomètres au sud de Waku-Kungo, près du village de Cela. La balise non directionnelle Waku-Kungo est située sur le terrain.